# Maine (affluent de la Sèvre Nantaise)
Pour les articles homonymes, voir Maine.
Cet article concerne l'affluent de la Sèvre Nantaise. Pour l'affluent de la Loire, voir Maine (affluent de la Loire). Pour la province, voir Maine (province).
La Maine est une rivière française qui coule dans les départements de la Loire-Atlantique et de la Vendée. C'est un important affluent de la Sèvre Nantaise, de rive gauche, donc un sous-affluent de la Loire.

## Géographie

### Description générale
La Maine prend sa source en Vendée, sur la commune des Herbiers qu'elle arrose. Elle porte alors le nom de Grande Maine, jusqu'à ce qu'elle reçoive l'apport de la « Petite Maine » dans l'ancienne commune de Saint-Georges-de-Montaigu (à ne pas confondre avec la Petite Maine, rivière des départements voisins de la Vienne et du Maine-et-Loire, affluent de la Dive, et donc appartenant aussi au bassin de la Loire). Après être passée à Montaigu, elle traverse Saint-Hilaire-de-Loulay (toutes deux anciennes communes), marque la limite sur environ 3 km entre les départements de la Vendée et Loire-Atlantique dans lequel elle pénètre à Remouillé. Elle arrose ensuite Aigrefeuille-sur-Maine et se jette dans la Sèvre Nantaise au niveau de Saint-Fiacre-sur-Maine et Vertou, dans le vignoble du Muscadet, donnant son appellation au muscadet-sèvre-et-maine.

### Communes traversées
Les communes traversées sont : Les Herbiers, Beaurepaire, Saint-Fulgent, Bazoges-en-Paillers, Chavagnes-en-Paillers, La Boissière-de-Montaigu, Montaigu-Vendée, apport de la « Petite Maine », Remouillé, Saint-Lumine-de-Clisson, Aigrefeuille-sur-Maine, Maisdon-sur-Sèvre, Château-Thébaud, Saint-Fiacre-sur-Maine, Vertou, se jette dans la Sèvre Nantaise.

## Histoire de la rivière au cours des siècles
L'activité meunière se développant autour des XVIe et XVIIe siècles, des moulins hydrauliques sont construits le long de la Maine.
Les quatre premiers kilomètres sont navigables, depuis l'embouchure de la Sèvre Nantaise jusqu'à Château-Thébaud. Pourtant, des projets sur la construction d'écluses destinées à rendre la rivière navigable jusqu'à Clisson circulèrent aux XVIIIe et XIXe siècles, mais l'arrivée du chemin de fer dans la région vers la fin des années 1860, rendit cette éventualité caduque.

## Hydrologie
La Maine est une rivière assez abondante, comme l'ensemble des cours d'eau dont le bassin est proche du golfe de Gascogne.

### La Maine à Remouillé
Son débit a été observé durant une période de 33 ans (1970-2007), à Remouillé, localité du département de la Loire-Atlantique située peu avant son confluent avec la Sèvre Nantaise. Le bassin versant de la rivière y est de 597 km2 (soit plus de 90 % de sa totalité qui fait 679 km2).
Le module de la rivière à Remouillé est de 5,61 m3/s.
La Maine présente des fluctuations saisonnières de débit très marquées, comme bien souvent dans la partie occidentale du bassin de la Loire reposant sur le vieux socle armoricain. Les hautes eaux se présentent en hiver, et s'accompagnent de débits mensuels moyens allant de 11,9 à 14,8 m3/s, de décembre à février inclus avec un maximum en janvier. Dès le mois de mars, le débit régresse progressivement tout au long du printemps. Les basses eaux ont lieu en été, de juin à septembre inclus, avec une baisse du débit moyen mensuel jusqu'à 0,345 m3/s au mois d'août, ce qui est très bas (largement inférieur à 10 % du module). Mais les fluctuations sont bien plus prononcées sur de courtes périodes, et aussi d'après les années.

### Étiage ou basses eaux
À l'étiage, le VCN3 peut chuter jusque 0,003 m3/s, en cas de période quinquennale sèche, soit 3 litres par seconde, ce qui est très sévère, le cours d'eau étant alors presque à sec.

### Crues
Les crues peuvent être très importantes. Les QIX 2 et QIX 5 valent respectivement 110 et 170 m3/s. Le QIX 10 est de 210 m3/s, le QIX 20 de 250 m3/s et le QIX 50 de 300 m3/s.
Le débit instantané maximal enregistré à la station de Remouillé a été de 220 m3/s le 5 janvier 2001, tandis que la valeur journalière maximale était de 170 m3/s le 11 janvier 1993. En comparant la première de ces valeurs à l'échelle des QIX de la rivière, il ressort que cette crue d'octobre 2006 n'était même pas vicennale, et donc pas du tout exceptionnelle.

### Lame d'eau et débit spécifique
La Maine est une rivière assez abondante, alimentée par des précipitations elles aussi abondantes. La lame d'eau écoulée dans son bassin versant est de 298 millimètres annuellement, ce qui est relativement élevé, nettement supérieur à la moyenne du bassin de la Loire (244 millimètres par an), mais légèrement inférieur à la moyenne d'ensemble de la France. Le débit spécifique de la rivière (ou Qsp) atteint 9,4 litres par seconde et par kilomètre carré de bassin.